# ウォレス・マルティンス
ウォレス・ジャンセン・デ・ソウザ・マルティンス（Wallace Jansen de Souza Martins、1983年3月22日 - ）は、ブラジルの男子バレーボール選手。元ブラジル代表。

## 来歴
サンタカタリーナ州出身。1998-99シーズンにTelesp Clubeに入団し、プロ選手としてのスタートを切った。2000年には南米ジュニア選手権で優勝し、翌年にはポーランドで開催された世界ジュニア選手権で優勝を果たす。
2001-02シーズンからはEC Unisulに所属し、Caterinense選手権で2度優勝やスーパーリーガ準優勝、2002年には再び南米ジュニア選手権で優勝、翌年には世界ジュニア選手権で準優勝を果たした。
2003-04シーズンからは3シーズン、イタリアセリエA2のVolley Santa Croceと契約し、セリエA2杯優勝やセリエA1昇格に貢献した。
2006年から4年間、アルゼンチンのVolley Bolivarでプレーした。
2010-11シーズンからはブラジルに戻り、SESIサンパウロでプレーし、スーパーリーガ初優勝や南米クラブ選手権優勝を果たす。2011年からはナショナルチーム入りし、ワールドリーグに出場した。
2012年8月、サントリーサンバーズと契約し、2012/13Vプレミアリーグレギュラーラウンド1位の原動力となった。2013年5月の第62回黒鷲旗全日本男女選抜バレーボール大会でもチーム優勝に大きく貢献し、自らもMVP・ベスト6賞の栄誉に浴した。翌年9月、肩の故障治療のため、サントリーを退団。
2016年から2シーズンの間、堺ブレイザーズでプレーした。

## 球歴
- ブラジル代表 - 2011年-

## 受賞歴
- 2011年 - スーパーリーガ ベストスコアラー
- 2012年 - 南米クラブ選手権 ベストスコアラー
- 2013年 - 黒鷲旗大会 MVP・ベスト6

## 所属クラブ
- EC Unisul（1999-2003年）
- Volley Santa Croce（イタリア語版）（2003-2006年）
- Volley Bolivar（イタリア語版）（2006-2010年）
- SESIサンパウロ（英語版）（2010-2012年）
- サントリーサンバーズ（2012-2013年）
- BVC Campinas（2014-2015年)
- 堺ブレイザーズ（2016-2018年）
- Sporting CP（ポルトガル語版）（2018-2019年）